# Goldbach (Bischofswerda)
Goldbach (hornolužickosrbsky Kadłobja) je vesnice, místní část velkého okresního města Bischofswerda v německé spolkové zemi Sasko. Nachází se v zemském okrese Budyšín v Horní Lužici a má 424 obyvatel.

## Historie
Geißmannsdorf byl založen ve středověku jako lesní lánová ves. První písemná zmínka pochází z doby kolem roku 1226, kdy je ves zmíněna jako Goltbach, a souvisí s návratem českého krále Přemysla Otakara I. z návštěvy míšeňské diecéze. Roku 1977 se původně samostatná obec připojila k Weickersdorfu, spolu s kterým se roku 1994 připojila k Großdrebnitz a roku 1996 konečně k Bischofswerdě.

## Geografie
Goldbach leží západně od jádra Bischofswerdy. Vesnice se táhne severojižním směrem od Grunabergu (322 m) až k údolí říčky Wesenitz. Vsí neprochází železnice.

## Pamětihodnosti
- evangelicko-luterský kostel Panny Marie z roku 1778
- lidová stavení